# Fortaleza de Socotorá
A Fortaleza de São Miguel de Socotorá foi uma fortificação portuguesa na Ilha de Socotorá, que hoje faz parte do Iémen. 
O rei D. Manuel mandou conquistar Socotorá, fundar na ilha uma fortaleza e estabelecer lá uma frota. A armada portuguesa, comandada por Tristão da Cunha, alcançou a vila de Suq em Abril de 1507 e conquistou o forte muçulmano construído pela dinastia Mahra de Qishn. Dispunha de um pátio-de-armas, torre de menagem e reservatórios com canos para drenar a água. A mesquita no seu interior foi reconsagrada como uma igreja dedicada a Nossa Senhora da Piedade ou Nossa Senhora da Vitória.  Constatou-se não ter espaço para albergar a projectada guarnição de 200 soldados, portanto foi feito um forte novo e parte da guarnição alojada em casas construídas não muito longe. Ficou como capitão D. Afonso de Noronha, Jácome de Tomar como alcaide-mor e Pero Vaz da Orta como feitor régio, encarregue do comércio. O forte foi dedicado a São Miguel. Situava-se perto da praia, tinha uma planta quadrada e baluartes redondos nos vértices.
Os socotorinos nestorianos apreciaram serem libertados do domínio muçulmano. Frei Francisco do Loureiro e outros franciscanos baptizaram considerável número de naturais da ilha entre grandes celebrações, construíram uma igreja dedicada ao apóstolo São Tomé e, na vila, um mosteiro, o primeiro construído pelos portugueses a leste do Cabo da Boa Esperança. A mesquita e as plantações de palmeiras que pertenciam aos muçulmanos foram então redistribuídas entre os cristãos. A 10 de Agosto de 1507 Tristão da Cunha partiu para a Índia com os seus navios e para trás ficou Afonso de Albuquerque como capitão-mor-do-mar-da-Arábia com uma frota.  Dez dias mais tarde, Afonso de Albuquerque partiu à conquista do Reino de Ormuz, no Golfo Pérsico.
As condições em Socotorá revelaram-se menos vantajosas do que antecipado, pois a ilha era remota, o clima agreste, escasseavam as provisões, ao passo que os socotorinos e os árabes do Iémen entravam muitas vezes em confronto com a guarnição portuguesa. Promovido a governador da Índia em Dezembro de 1509, Afonso de Albuquerque decidiu evacuar a fortaleza de Socotorá e enviou três navios para a ilha, quando já não restavam mais que 120 portugueses.